# Библиотека Манчестерского университета
Библиотека Манчестерского университета — библиотечная система и информационная служба Манчестерского университета.
Основная библиотека находится в кампусе университета на Оксфорд-роуд, с входом на Берлингтон-стрит. Есть также десять других библиотек, восемь из которых разбросаны по кампусу университета, а также библиотека Джона Райлендса на улице Динсгейт и Ресурсный центр по расовым отношениям Ахмеда Икбала Уллы, расположенный внутри Центральной библиотеки Манчестера.
В 1851 году библиотека Оуэнс-колледжа была основана в Дом Кобдена на набережной (Cobden House на Quay Street) Манчестере. В 1904 году она стала библиотекой Манчестерского университета Виктории.
В июле 1972 года эта библиотека объединилась с Библиотекой Джона Райландса и стала Библиотекой Манчестерского университета Джона Райландса (JRULM).
1 октября 2004 года библиотека Университета Виктории в Манчестере объединилась с Библиотекой Джоуля (UMIST), образуя Библиотеку Университета Джона Райландса (JRUL). Библиотека Джоуля была преемницей библиотеки Манчестерского механического института (основанного в 1824 году), которая позже стала библиотекой Института науки и технологий Манчестерского университета (UMIST). Одним из первых действий института было создание библиотеки со штатным библиотекарем в помещении на Кинг-стрит, Манчестер. Летом 2012 года библиотека сменила название на Библиотеку Манчестерского университета.
Библиотека является одной из пяти национальных исследовательских библиотек — награды Совета по финансированию высшего образования Англии (HEFCE) и единственной из них на севере Англии.
Библиотека является членом консорциума северо-западных академических библиотек (NoWAL) и консорциума исследовательских библиотек Великобритании(RLUK). RLUK ранее был консорциумом университетских исследовательских библиотек (CURL), членом-учредителем которого была библиотека в 1980-х годах.
Нынешнему университетскому библиотекарю и директору Кристоферу Пресслеру помогает исполнительная группа из одного архивариуса и трех библиотекарей.

## Фонды
Библиотека имеет самую большую академическую коллекцию, не относящуюся к обязательному экземпляру в Соединенном Королевстве . Библиотека располагает самой большой коллекции электронных ресурсов среди всех библиотек Великобритании  и поддерживает все предметные области, преподаваемые в университете. 
Библиотека предоставляет своим членам ряд услуг и материалов, включая обширную коллекцию электронных ресурсов. Предлагается ряд услуг для представителей общественности и школ.

## Здания библиотеки

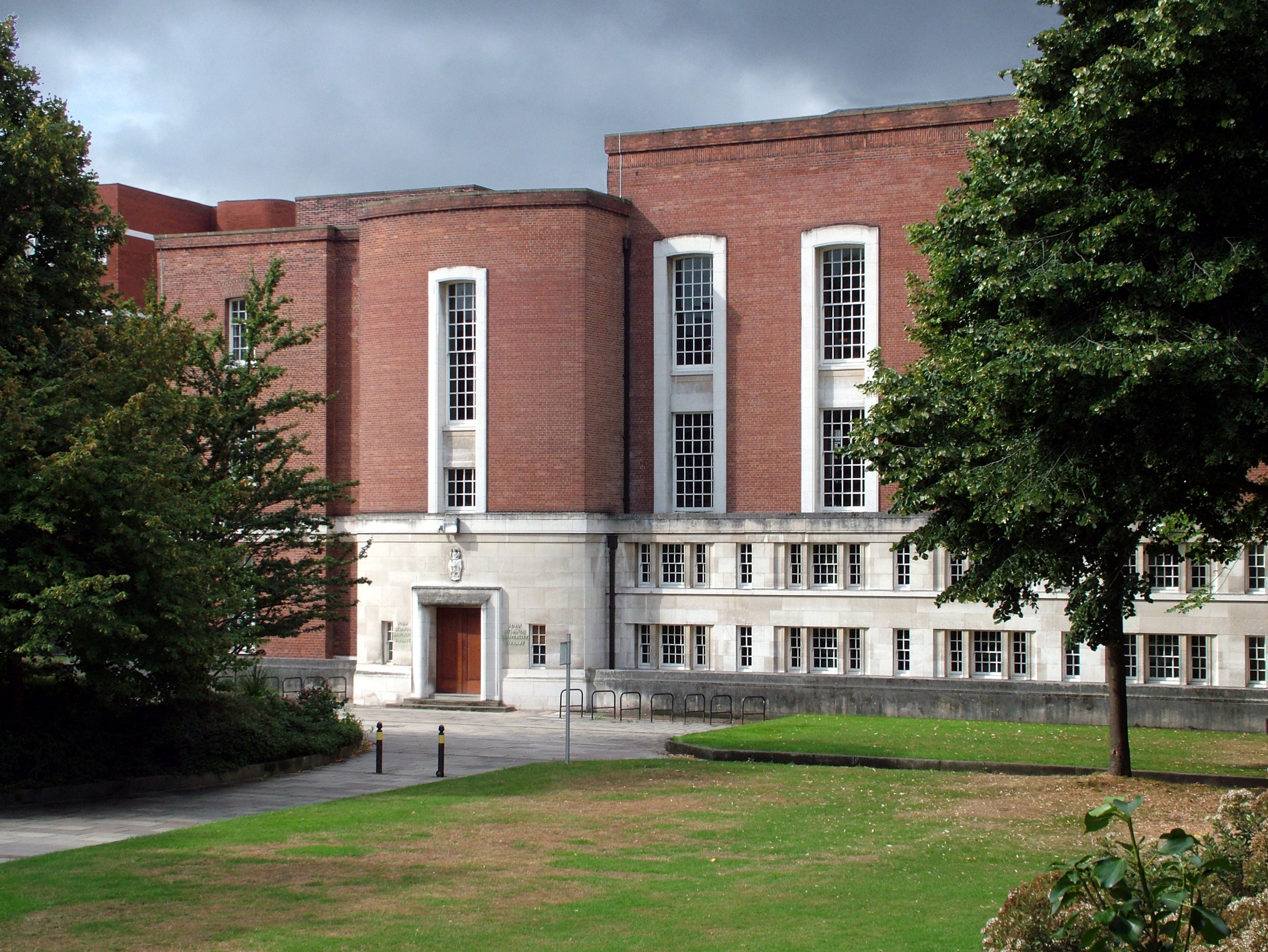

Главное здание находится на Берлингтон-стрит, к западу от Оксфорд-роуд (здание № 55 в путеводителе по кампусам университета). Его самая старая часть — восточное крыло, построенное в 1936 году - оно было расширено южным и западным крыльями в 1953-1956 годах и Мюриэл-Стотт-холлом в 1978 году. До 1965 года она была известна как Художественная библиотека.
В здании Christie Building находился научный отдел библиотеки, а медицинская библиотека находилась в отдельном здании до 1981 года. Пристройка к северу, спроектированная архитекторами Dane, Scherrer & Hicks, открылась в 1981 году. Он был спроектирован в 1972 году как первая часть большого здания.
Библиотека Манчестерского университета имеет ряд библиотек в других университетских зданиях, включая библиотеку Эдди Дэвиса в Манчестерской бизнес-школе, библиотеку Джоуля в здании на Саквилл-стрит, библиотеку Стопфорд в здании Стопфорд и библиотеку Ленагана в Школе музыки и драмы.
Известные коллекции, размещенные в главной библиотеке, — это Архив Хранителя, Манчестерская коллекция местной истории медицины, карт и планов и Архив плимутских братьев . В течение многих лет в главной библиотеке размещались офисы Манчестерского медицинского общества, которое размещалось в университете с 1874 года
В период с лета 2009 года по январь 2010 года часть первого этажа главной библиотеки была отремонтирована.

## История

### 1824 - 1851 гг.
Библиотека состоит из коллекций, собранных из разных собраний: 
- библиотека Манчестерского механического института, основанного в 1824 году;
- библиотека Манчестерского медицинского общества, основанная в 1834 году;
- библиотека Манчестерского королевского лазарета с 1750-х до конца XIX века;
- Библиотека Рэдфорда из больницы Святой Марии, Манчестер (ранняя акушерская и гинекологическая литература, собранная хирургом Томасом Рэдфордом ). [10]

Две последние коллекции были переданы Медицинской библиотеке в 1917 и 1927 годах соответственно. 
Библиотека Манчестерского института механики была исходной библиотекой, которая в конечном итоге стала библиотекой UMIST (библиотека Джоуля), которая была объединена с библиотекой Университета Джона Рилэндса в октябре 2004 года.

### 1851–1936 гг.
Колледж Оуэнса был основан в 1851 году, и библиотека колледжа началась с пожертвований Джеймса Хейвуда (1200 томов) и доктора Уильяма Чарльза Генри в первый год обучения. Первым крупным пополнением фонда была библиотека Джеймса Принца Ли, епископа Манчестера, состоящая из 7000 томов в 1869 году, а затем еще одна часть. Коллекция содержала богословие, церковную историю и изобразительное искусство. В течение следующих 30 лет было сделано много дополнений, таких как личные библиотеки Е. А. Фримена (6000 томов) и Роберта Ангуса Смита (4000 томов).  В 1904 году библиотека Оуэнс-колледжа стала библиотекой Манчестерского университета, когда колледж объединился с Манчестерским университетом Виктории, получившим такое название в 1903 году. В начале своего существования библиотека располагалась в трех местах: в доме Кобдена на набережной, в здании Джона Оуэнса с 1873 по 1898 год и в здании Кристи с осени 1898 года. С 1903 года библиотекарь ( Чарльз Ли ) усовершенствовал управление библиотекой, введя десятичную классификацию Дьюи и более высокие стандарты каталогизации. После смерти Ричарда Копли Кристи библиотека получила его личную библиотеку (8000 томов), в том числе множество редких книг эпохи Возрождения . К 1933 году фонд Christie Library составлял 256 000 томов. Манчестерский университет Виктории; Календарь 1933-34 гг . ;  В 1936 году библиотека была разделена на две части, когда на Лайм-Гроув открылась Художественная библиотека. После этого в здании Christie Building была только научно-техническая литература. Медицинская школа имела свою собственную библиотеку, основанную в 1834 году как библиотека Манчестерского медицинского общества, размещавшаяся в Оуэнс-колледже после того, как медицинская школа была основана там в 1874 году, и к своему столетию в 1934 году была обогащена Манчестерской коллекцией доктора Э. Босдина Лич, касающейся к истории болезни Манчестерского округа. С 1919 года была создана коллекция Образования глухих, которая была значительно пополнена по завещанию Авраама Фаррара  .

#### Моисей Тайсон
В течение первых тридцати лет этого периода библиотекарем был доктор  Моисей Тайсон (1897–1969), который ранее был хранителем западных рукописей в Библиотеке Джона Райландса в Манчестере. Он был историком и первым библиотекарем, вошедшим в университетский сенат. Строительство новой библиотеки искусств означало, что фонд пришлось разделить на две группы предметов: 
- искусство и социальные науки;
- наука и техника.

Некоторые издания остались в исходной библиотеке Christie, хотя в некоторых областях, где они совпадали, было некоторое дублирование записей в каталогах библиотеки, чтобы помочь читателям. 
К началу 1950-х годов фонд вырос до таких размеров, что необходимо было расширить здание библиотеки искусств. Это было предусмотрено архитекторами, и как только появились средства, в период с 1953 по 1957 год было предпринято строительство двух новых крыльев в аналогичном стиле (однако структура читальных залов и книгохранилищ в трех флигелях отличается). Помещения (выставочный зал и отдел специальных коллекций), были включены в планировку здания вместе с улучшением административных помещений. К этому времени в университете были открыты новые кафедры, и это означало, что библиотека расширила сферу своей деятельности в таких областях, как американистика, история искусства, музыка и ближневосточные исследования.

#### Фредерик Рэтклифф - Кристоферу Пресслеру
После выхода доктора Тайсона на пенсию в 1965 году библиотекарем был назначен доктор Фредерик Уильям Рэтклифф, и последовал период дальнейшего подъема библиотеки, который включал амбициозную политику приобретения книг, начало компьютеризации библиотеки и улучшение связи с академическими отделами. 
Фредерик Уильям Рэтклифф сыграл важную роль с сэром Уильямом Мэнсфилдом Купером, вице-канцлером до 1970 года, в успешном слиянии  библиотеки Джона Райлендса с библиотекой Манчестерского университета 19 июля 1972 года. Примерно в это же время было запланировано строительство пристройки, хотя оно было построено только восемь лет спустя, так как тогда не было должного финансирования. Пристройка планировалась в виде прямоугольного блока, состоящего из двух неравных частей (вторая часть так и не была построена). Прежде чем можно было построить пристройку, необходимо было уменьшить большое количество стеллажей и читателей в здании библиотеки, переместив некоторые материалы в другие места на территории кампуса. 
Благотворительность мисс Мюриэл Стотт, почетного губернатора библиотеки Джона Райландса, позволила построить восьмиугольный зал в форме шатра рядом с библиотекой, конференц-центром Мюриэл Стотт (в здании пристройки он был окружен остальной частью библиотека). Дизайн расширения был изменен, когда фактически реализован в 1979 году, так что секция ссылок объединила его с существующим зданием библиотеки с тремя крыльями. Это новое расширение открылось осенью 1981 года, и в то же время медицинские и научные библиотеки (Christie) были освобождены, так что стала возможной более согласованная организация фонда.  К тому времени, как это здание открылось, доктор  Фредерик Уильям Рэтклифф ушел работать  библиотекарем университета  в Кембридже.
Фредерика Уильяма Рэтклиффа сменил в 1981 г. доктор Майкл Пегг, бывший библиотекарь Бирмингемского университета, который оставался там до тех пор, пока в 1991 г. не ушел в отставку по причине плохого состояния здоровья. За ним последовал Кристофер Дж. Хант (бывший младший библиотекарь социальных наук в Манчестере), который позже стал библиотекарем Университета Джеймса Кука, Таунсвилл, Квинсленд, и Университета Ла Троб, как в Австралии, так и после возвращения в Великобританию, библиотекарь Британской библиотеки политических и экономических наук, Лондон.  После выхода г-на Ханта на пенсию был назначен Уильям Г. Симпсон, библиотекарь Тринити-колледжа в Дублине . Г-н Симпсон до 1985 года был исполняющим обязанности заместителя библиотекаря Манчестерской библиотеки Университета Джона Риландса, а затем был библиотекарем университетов Лондона и Суррея. Г-н Симпсон оставался на пенсии до декабря 2007 года. В период 2004–2007 годов была завершена капитальная реконструкция исторической библиотеки Джона Рилэндса в центре Манчестера, вместе со строительством нового центра для посетителей, при этом библиотека в целом объединилась с библиотеками UMIST и Манчестерской бизнес-школы. создать Библиотеку Университета Джона Райлендса, Университет Манчестера. После выхода г-на Симпсона на пенсию в 2007 году Ян Уилкинсон (в то время руководитель отдела высшего образования Британской библиотеки и бывший библиотекарь университета и хранитель коллекции Brotherton в Университете Лидса и заместитель библиотекаря в Лондонской школе экономики)  был назначен Библиотекарь университета и директор Библиотеки Джона Райлендса, заняв этот пост в январе 2008 года.  В 2019 году Кристофер Пресслер, бывший библиотекарь Дублинского городского университета, Лондонского университета и Ноттингемского университета, был назначен библиотекарем Университета Джона Рилэндса и директором библиотеки Манчестерского университета.

### Библиотекари
Известными библиотекарями библиотеки до 1972 г. были  Чарльз У. Ли (1903–1935), Моисей Тайсон (1935–1965) и  Фредерик Уильям Рэтклифф  (бывший помощник библиотекаря, библиотекарь 1965–1980), чей стаж работы составляет 78 лет. Джордж Уилсон был библиотекарем Медицинской библиотеки более 50 лет.